# Eugène Borel
Eugène Borel (Neuchâtel, 17 de junio de 1835 – Berna, 14 de junio de 1892) fue un político y jurista suizo. Además de su actividad profesional como fiscal, desempeñó varios cargos políticos a nivel municipal y cantonal. Fue miembro del gobierno del cantón de Neuchâtel y del Consejo de los Estados durante ocho años. En 1872 fue elegido miembro del Consejo Federal como representante del Partido Radical (actual PLR), labor que desempeñó hasta 1875.
En 1874 cofundó la Unión Postal Universal, de la que fue director hasta su muerte.

## Biografía

### Estudios y política cantonal
Era hijo del director de orfanato François-Victor Borel y de Louise Fauche. Su abuelo Louis Fauche-Borel era un conocido impresor que había publicado las Confesiones de Jean-Jacques Rousseau. Borel asistió a la escuela humanista de Neuchâtel y su juventud estuvo marcada por los acontecimientos de la revolución de 1848. Posteriormente estudió Derecho en las universidades de Heidelberg y  Múnich. Ingresó en la asociación estudiantil Helvetia y fue miembro honorario de la asociación Zofingia.
Tras realizar unas prácticas en el despacho de Jules Philippin, Borel fue nombrado fiscal a los 21 años. Una de sus primeras labores fue interrogar a los principales contrarrevolucionarios monárquicos en el llamado asunto de Neuchâtel. En 1857 entró a formar parte de la asamblea legislativa de la ciudad de Neuchâtel y, en 1864, del consejo municipal. Tras ser secretario de la Asamblea Constituyente en 1857-58, en 1862 fue elegido diputado al Parlamento cantonal, el Gran Consejo (Grand Conseil). En 1865 fue elegido miembro del gobierno cantonal, el Consejo de Estado (Conseil d’État), donde primero estuvo a cargo del Departamento Militar (1865-70), y posteriormente del Departamento de Justicia (1870-72). Adoptó medidas estrictas contra el abuso de poder en el Cuerpo de Instructores e impulsó la elaboración de tres nuevas leyes fundamentales: la Ley del Notariado, la Ley de Organización de los Tribunales y la Ley de Enjuiciamiento Civil.

### Política federal
Borel tuvo su primera experiencia a nivel nacional en 1860 como auditor federal y traductor en el Consejo Nacional. El Consejo Federal le confió la tarea de traducir al francés y completar la obra Derecho público suizo de Rudolf Eduard Ullmer. En 1865, el Gran Consejo le eligió como uno de los dos representantes de Neuchâtel en el Consejo de los Estados, institución de la que en 1869 fue Presidente. En 1870, el Tribunal Supremo Federal le nombró juez de instrucción de la Suiza romanda, y en marzo de 1871 ejerció como fiscal federal tras los disturbios de la Tonhalle de Zúrich. En el debate sobre la Constitución Federal, Borel fue el portavoz de los partidarios de una revisión total, sin posicionarse claramente como centralista o federalista.
Después de que la nueva Constitución fuera rechazada en mayo de 1872 por un estrecho margen, con el 50,5% de los votos en contra, los partidarios de la revisión obtuvieron una clara victoria en las posteriores elecciones al Consejo Nacional. Uno de los Consejeros Federales en ejercicio, el ginebrino Jean-Jacques Challet-Venel, se había colocado en una situación prácticamente insostenible como opositor declarado a la revisión. Los partidarios, cada vez más numerosos, propusieron a Borel como candidato para las elecciones al Consejo Federal del 7 de diciembre de 1872. En la segunda votación obtuvo 90 de los 168 votos emitidos, mientras que Challet-Venel sólo obtuvo 73. Borel asumió el Departamento de Correos y Telégrafos de su predecesor, que había sido destituido el 1 de enero de 1873.

#### Consejero Federal
Como Consejero Federal, Borel se dedicó con empeño a la creación de una unión postal internacional. A propuesta del director general del Deutsche Reichspost, entre el 15 de septiembre y el 9 de octubre de 1874 se celebró en Berna la primera conferencia postal internacional. A esta conferencia, que estuvo presidida por Borel, asistieron representantes de 22 estados, que fundaron la Unión Postal General. El Consejo Federal nombró por unanimidad a Borel primer director de la nueva organización. Además, siguió abogando por la revisión total de la Constitución Federal, que se planteó de manera menos centralista en una segunda tentativa y que fue finalmente aprobada el 14 de abril de 1874. El 3 de junio de 1875, Borel anunció su dimisión del Consejo Federal, que dos semanas después sería aceptada por la Asamblea Federal, si bien ésta le pidió por unanimidad que permaneciera en el cargo hasta finales de año.

### Después del Consejo Federal
Desde enero de 1876, Borel se consagró con gran dedicación a su labor como director de la Unión Postal, que en 1878 pasó a llamarse Unión Postal Universal y que bajo su dirección duplicó el número de Estados miembros. Organizó varios congresos postales universales: en París en 1878 y 1880, en Lisboa en 1885 y en Viena en 1891. En 1889, el Consejo Federal le envió como comisionado al cantón del Tesino en el marco de una intervención federal, donde desde las últimas elecciones se vivía un clima de guerra civil entre el gobierno conservador y las autoridades municipales liberales. Pudo restablecer el orden durante un breve periodo de tiempo con el apoyo de las tropas zuriquesas.
Murió el 14 de junio de 1892 en Berna a causa de una afección coronaria.

## Obras
- Guillaume, Louis; Borel, Eugène (1863). Notice historique sur les sociétés de tir dans le canton de Neuchâtel (en francés). Neuchâtel: Impr. Montandon.
- Borel, Eugène; Guillaume, Louis (1863). Frédéric Roessinger: esquisse biographique ; suivie d'un appendice relatif à la captivité de Henri-Louis Dubois, de Travers, mort dans les prisons de Neuchâtel (en francés). Neuchâtel: Impr. Montandon.